# La Française Diamant
 (octobre 2012).
Si vous disposez d'ouvrages ou d'articles de référence ou si vous connaissez des sites web de qualité traitant du thème abordé ici, merci de compléter l'article en donnant les références utiles à sa vérifiabilité et en les liant à la section « Notes et références ».

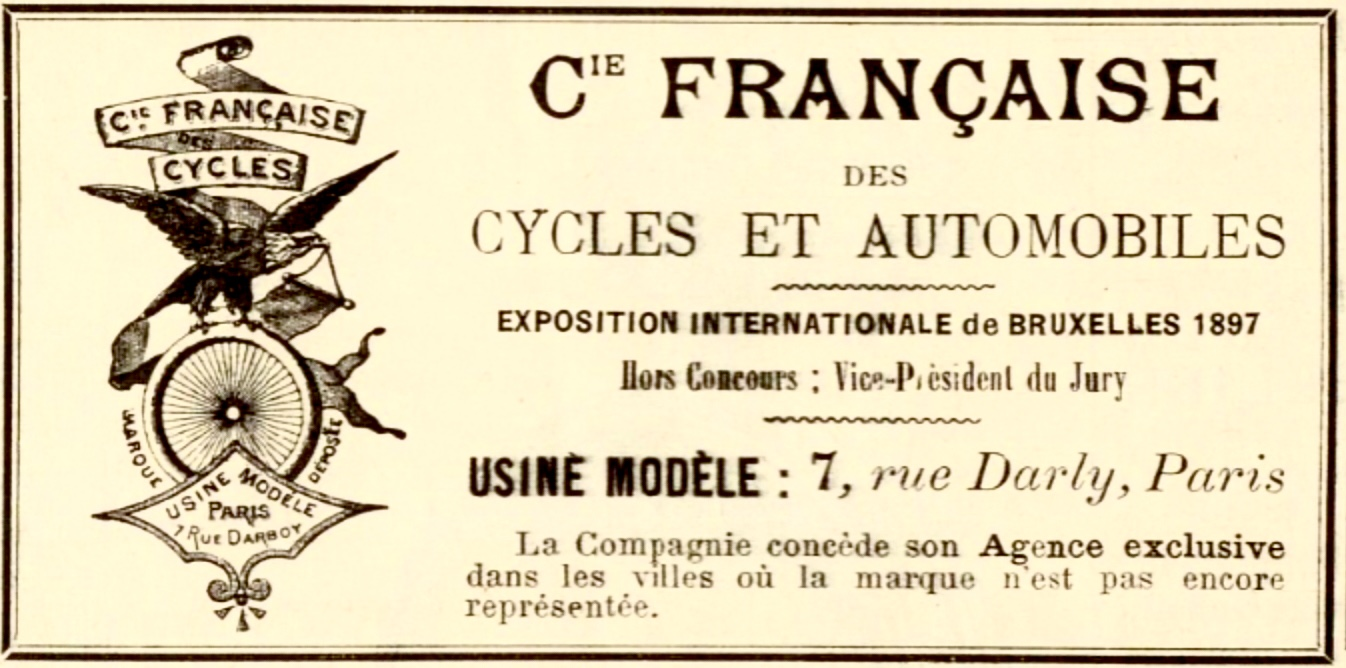
La Française (1897).

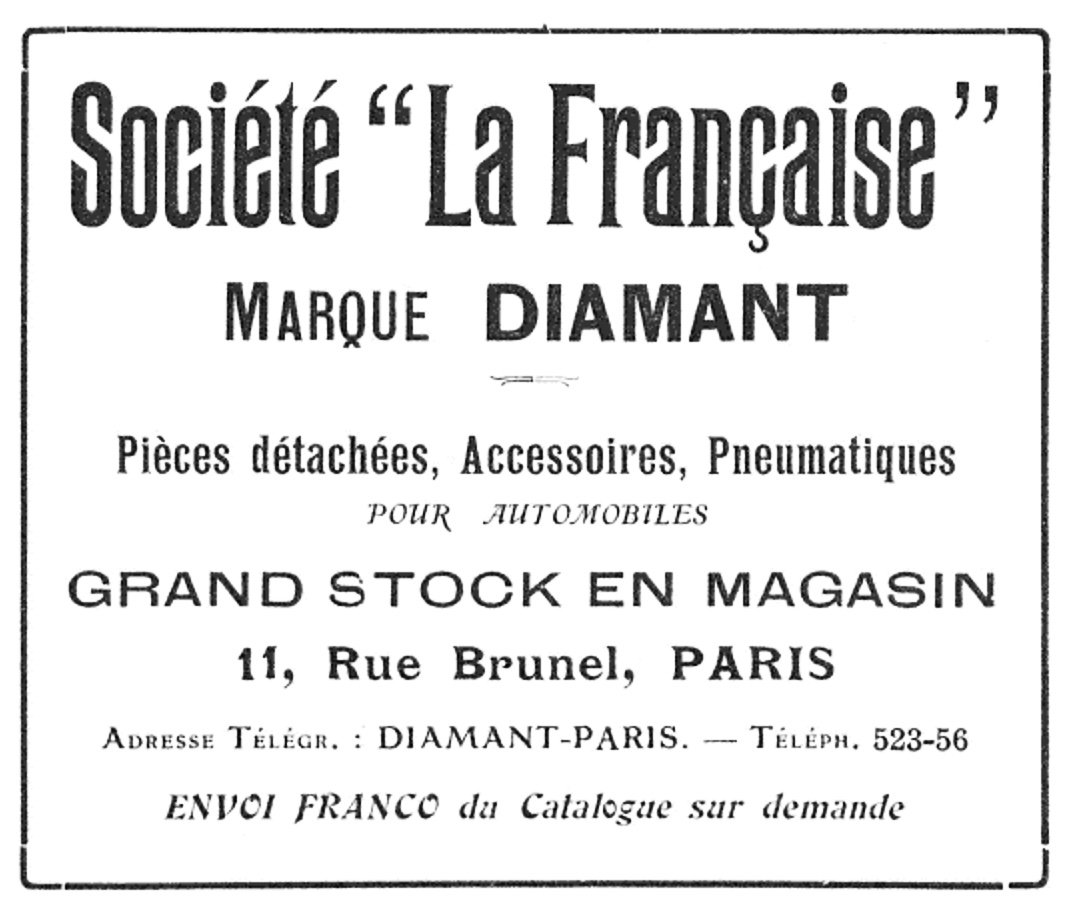
La Française (1907).

La Française Diamant est une marque française de vélocipèdes, vélomoteurs et motocyclettes (1912-1956). Elle sponsorisait une équipe cycliste « La Française » qui a participé à plusieurs Tours de France avant la Première Guerre mondiale.
Vers 1920, les magasins et bureaux étaient situés 9 rue Descombes à Paris, les usines étant à Pantin.
La marque est rachetée par Alcyon en 1923.